# Особа (мовознавство)
Особа — граматична категорія, яка виражає стосунок учасників описуваної ситуації та учасників мовленнєвого акту (мовця і слухача). У мовознавстві особа — це граматична відмінність між дейктичними посиланнями на учасника або учасників події.
Особою зазвичай визначається набір займенників у мові. У більшості мов виокремлюються три особи:
- Перша особа — мовець або група, до якої він належить: я (однина), ми (множина).
- Друга особа — той, хто слухає, або група, до якої він належить: ти (однина), ви (множина).
- Третя особа — той, який не є ні мовцем, ні слухачем, сторонній: він, вона, воно (однина), вони (множина).

Роман Якобсон відніс особу до так званих «шифтерних» категорій — тобто таких, значення яких залежить не тільки від описуваної ситуації, а й від ситуації говоріння. Дійсно, значення першої особи однини — учасник, що збігається з тим, хто говорить; відповідно, під час спілкування референт першої особи постійно змінюватиметься.
Категорія особи притаманна насамперед особовим і присвійним займенникам. У багатьох мовах існує й узгодження дієслова за особою. Серед рідкісних випадків — категорія особи у прийменників (кельтські, семітські мови).

## Пов'язані класифікації

### Число
В індоєвропейських мовах займенники 1-ї, 2-ї та 3-ї особи, як правило, мають форму однини та множини, а іноді двоїни.

### Інклюзивне та ексклюзивнеми
У різних мовах використовуються різні класифікаційні системи, особливо у множині займенників. Однією з відмінностей, яка зустрічається часто, але відсутня в більшості індоєвропейських мов, є існування інклюзивної та ексклюзивної словоформи займенника ми: інклюзивне ми охоплює співрозмовника (~я, ти і ще хтось), а ексклюзивне — навпаки, виключає його (~я і ще хтось, але не ти).

### Гоноратив
У багатьох мовах ступінь офіційності й неофіційності особи виражається за допомогою різних морфем. Проста гоноративна система, поширена в європейських мовах, — це форми звернення «ти» і «ви». У деяких інших мовах є набагато складніші системи висловлення пошани, які виходять далеко за межі ти і ви: у них вживається багато різних займенників і дієслівних форм, які «кодують» стосунки мовця з людьми, до яких він звертається. Багато малайсько-полінезійських мов, як яванська та балійська, відомі своїми складними гоноративними системами; подібні системи, але меншою мірою, є в японській, корейська та китайській.

## Вплив на форму дієслова
У багатьох мовах словоформа дієслова залежить від особи суб'єкта та від того, чи є воно одниною чи множиною. Наприклад, в українській мові дієслово іти відмінюється так:
| Особа | Займенник             | Займенник  |
| Особа | Однина                | Множина    |
| ----- | --------------------- | ---------- |
| Перша | я іду                 | ми ідемо   |
| Друга | ти ідеш               | ви ідете   |
| Третя | він / вона / воно іде | вони ідуть |

В англійській мові дієслово to be відмінюється так:
| Особа | Займенник              | Займенник |
| Особа | Однина                 | Множина   |
| ----- | ---------------------- | --------- |
| Перша | I am                   | we are    |
| Друга | you are                | you are   |
| Третя | he / she / one / it is | they are  |

В інших дієсловах третьої особи однини теперішнього часу в англійській мові мають суфікс -s (за винятком тих, які сполучаються з одниною they) — наприклад, reads (читає), flys (літає), compensates (компенсує).
У багатьох мовах, наприклад, у французькій, дієслово в будь-якому часі має різні суфікси для різних комбінацій особи та числа підмета.

## Інші типи граматичних осіб
Граматика деяких мов передбачає існування більш ніж трьох осіб. Додаткові категорії називають четвертою особою, п'ятою особою тощо. Такі терміни не є абсолютними і можуть стосуватися, залежно від контексту, будь-якого з кількох явищ.
У деяких алгонкських та саліських мовах категорія третьої особи поділяється на дві частини: найближчу для третьої особи, про яку йдеться безпосередньо, та очевидну (обвіатив) для менш актуальної третьої особи. Очевидну іноді називають четвертою особою. У гінді та бенгальській мові займенники можуть також набувати четверту, а з останньою — п'яту особу.
Термін «четверта особа» іноді застосовують до категорії невизначених або загальних об'єктів. В англійських фразах їх часто позначають словом one (one should be prepared) або people (people say that…), коли граматично вони трактуються інакше, ніж звичайні форми третьої особи. У фінській і споріднених із нею мовах існує так звана «нульова особа» як різновид форми пасивного стану; вона дає змогу залишити предмет-референт відкритим. Нульова особа іноді перекладається як «один», хоча за тоном вона схожа на англійське загальне «ти»: «Ei saa koskettaa» = «Не дозволяється торкатися», «Ви не повинні торкатися»).